# Helmut-Voss-Arena im Papenloh
Die Helmut-Voss-Arena im Papenloh ist ein Fußballstadion in der nordrhein-westfälischen Stadt Hamm. Es bietet Platz für 5.000 Zuschauer. Die Anlage verfügt über einen Sportplatz mit Naturrasen. Westfalia Rhynern trägt seine Heimspiele in dem Stadion aus.
In Hamm plant man den Bau eines neuen Stadions mit 10.000 Plätzen, das auch die neue Heimstätte des SV Westfalia Rhynern werden soll. Dafür gab die Stadt eine Machbarkeitsstudie in Auftrag, die im August 2016 veröffentlicht wurde. Geprüft wurden die vier Standorte am Jahnstadion, an der EVORA Arena, an der Sportanlage Papenloh und dem Trainingsgelände am Tünner Berg. Die Helmut-Voss-Arena im Papenloh ist aus wirtschaftlicher Sicht nicht geeignet und als Optimallösung gilt die Anlage am Tünner Berg. Ein Neubau würde rund 21 Mio. Euro kosten. Zunächst soll das Gelände am Tünner Berg für 2,7 Mio. Euro mit einer Tribüne für 1.500 Zuschauer sowie einem zusätzlichen Naturrasenplatz und einem Vereinsheim erweitert werden. Die Kosten übernehmen die Stadt Hamm mit 2 Mio. Euro und der SV Westfalia Rhynern übernimmt den Rest der Summe. Nach der Zustimmung des Stadtrates konnten die Arbeiten verspätet im September 2020 beginnen. Erweiterung auf 11.000 Plätze soll später möglich sein.
Die Helmut-Voss-Arena im Papenloh soll zurückgebaut und anschließend als Naherholungsgebiet aufgeforstet werden.